# Glyphipterix oxytricha
Glyphipterix oxytricha là một loài bướm đêm thuộc họ Glyphipterigidae. Nó được tìm thấy ở Nam Phi.